# Chitila
Chitila est une ville roumaine située dans le județ d'Ilfov.

## Démographie
Lors du recensement de 2011, 88,79 % de la population se déclarent roumains et 3,85 % comme roms (0,19 % déclarent une autre appartenance ethnique et 7,14 % ne déclarent pas d'appartenance ethnique).

## Politique
| Parti | Parti                        | Sièges |
| ----- | ---------------------------- | ------ |
|       | Parti national libéral (PNL) | 14     |
|       | Parti social-démocrate (PSD) | 3      |